# Tianyulong
A Tianyulong (天宇龍; a fosszíliáját őrző kínai Shandong Tianyu Természetrajzi Múzeumra (Shandong Tianyu Museum of Nature) utalva) a heterodontosaurida madármedencéjű dinoszauruszok egyik neme. Egyetlen ismert faja a T. confuciusi,, melynek maradványait a kínai Liaoning tartományban, Jianchang-megyében (Csiencsang) fedezték fel. A fosszilizálódott maradványai a késő jura korban, körülbelül 155 millió évvel ezelőtt keletkezett Tiaojishan-formációból (Tiaocsisan) kerültek elő.
A Tianyulong arról nevezetes, hogy a nyakán, a hátán és a farkán egy sor hosszú, rostos függelék helyezkedett el. Ezek a struktúrák a theropodáknál találtakkal együtt arra utalnak, hogy a felépítésük homológ a tollakéval, és felveti annak lehetőségét, hogy a legkorábbi dinoszauruszokat és őseiket rostos, bőrstruktúrák borították, melyek kezdetleges tollaknak (prototollaknak) tekinthetők.
A holotípus egy hiányos csontváz, ami egy részleges koponyából és állkapocsból, a keresztcsonti csigolyák egy részéből, a proximális-középső farokcsigolyákból, egy közel teljes jobb lapockából, két felkarcsontból, a singcsont alsó végéből, egy részleges szeméremcsontból, az ülőcsontokból, a combcsontokból, a jobb sípcsontból, szárkapocscsontból és lábfejből, valamint hosszú, különálló és elágazás nélküli rostos testtakaró struktúrákból áll. A holotípus egy majdnem felnőtt egyed volt, amely a rokonságába tartozó dél-afrikai Heterodontosaurus tucki arányai alapján valószínűleg 70 centiméter hosszú lehetett.

## Osztályozás
A Tianyulongot heterodontosauridaként sorolták be, a kis, karcsú testű, hosszú farkú és egy pár megnagyobbodott, szemfogszerű agyarral rendelkező madármedencéjű dinoszauruszok családjának tagjaként. E csoport tagjai növényevők vagy talán mindenevők lehettek. A Tianyulong felfedezéséig a csoport ismert tagjai a kora jura kori Dél-Afrikára és Észak-Amerikára korlátozódtak, egy lehetséges további nem (az Echinodon) mellett, amely a kora kréta kori Angliából került elő.

## Ősbiológia
A rostos testtakaró struktúrák a fosszília három részén őrződtek meg: egy folton közvetlenül a nyak alatt, egy a háton levő másik folton és a farok nagyobb területén. Az üreges rostok párhuzamosak egymással és nincs bizonyíték az elágazásukra. Aránylag merevnek tűnnek, jobban hasonlítanak a Psittacosaurus farkán levő testtakaró struktúrákra, mint a röpképes és röpképtelen theropodák prototollaira. A theropodák között a Tianyulong testtakarója leginkább a Sinosauropteryx és a Beipiaosaurus különálló, elágazásmentes prototollaira emlékeztet. A testtakaró struktúrák becsült hossza a farkon körülbelül 60 milliméter, ami hétszerese a farokcsigolyák hosszának. Hosszuk és üreges felépítésük ellentmond annak, hogy a kollagén szálakhoz hasonlóan a bőr alatt helyezkedtek el.
Ilyen bőrstruktúrákról korábban csak a fejlett theropodák és madármedencéjűek esetében számoltak be, a Tianyulongnál történt felfedezésük a filogenetikus fa mentén lefelé kiterjeszti az ilyen struktúrák előfordulását. Azonban a madármedencéjűek rostjai és a theropodák prototollai közötti homológia nem nyilvánvaló. Ha a homológia beigazolódik, az azzal a következményel jár, hogy a hüllőmedencéjűek és a madármedencéjűek közös ősét tollszerű struktúrák borították, és hogy a bőrlenyomatokkal együtt ismertté vált csoportok, például a sauropodák másodlagosan váltak tollatlanná. Ha a homológiát cáfolják, az azt jelzi, hogy ezek a rostos bőrstruktúrák függetlenül fejlődtek ki a hüllőmedencéjűeknél, a madármedencéjűeknél és az egyéb archosaurusoknál, például a pterosaurusoknál. A szerzők (cikkük mellékleteként) megjegyezték, hogy a hasonló rostos struktúrák felfedezése a theropodák közé tartozó Beipiaosaurus esetében támogatja azt az elméletet, ami szerint a Tianyulongon levő struktúrák homológok a tollakkal. A Tianyulong és a Beipiaosaurus rostjai hosszúak, különállók és elágazásmentesek voltak. Viszont amíg a Beipiaosaurusnál a rostok laposak, addig a Tianyulong esetében kör keresztmetszetűek, így a szerkezetük közelebb áll a fejlődési modellek által valószínűsített legkorábbi tollakéhoz.

## Fordítás
- Ez a szócikk részben vagy egészben a Tianyulong című angol Wikipédia-szócikk ezen változatának fordításán alapul.  Az eredeti cikk szerkesztőit annak laptörténete sorolja fel. Ez a jelzés csupán a megfogalmazás eredetét és a szerzői jogokat jelzi, nem szolgál a cikkben szereplő információk forrásmegjelöléseként.

## Lásd még
- Kulindadromeus